# バルーンさが駅
バルーンさが駅（バルーンさがえき）は、佐賀県佐賀市嘉瀬町大字荻野にある、九州旅客鉄道（JR九州）長崎本線の駅（臨時駅）。

## 概要
嘉瀬川河川敷を主会場として毎年行われる佐賀インターナショナルバルーンフェスタ観覧客のために設けられる臨時駅で、10月下旬から11月上旬のうち1週間程度の開催期間のみ営業を行う。バルーンフェスタ期間中は、朝から19時頃（夜間係留開催日は21時頃）までの普通列車とバルーンフェスタ期間中に運転される、臨時列車「バルーンフェスタ号」と一部の特急列車が停車する。2016年度は5日間の営業で99,592人の乗車利用があり、営業日1日あたり平均乗車人数19,918人は、佐賀県内で最も乗車人数の多い佐賀駅の1日当たり平均乗車人数（12,341人）の約1.6倍に相当する。

## 歴史
- 1989年（平成元年）11月18日：開設[2]。
- 2020年（令和2年）：新型コロナウイルス感染拡大に伴う佐賀インターナショナルバルーンフェスタの開催自粛に伴い、本年の営業を中止。
- 2021年（令和3年）：佐賀インターナショナルバルーンフェスタは無観客開催とされたため、本駅営業は2年連続で中止[4]。
- 2022年（令和4年）：佐賀インターナショナルバルーンフェスタが3年ぶりの有観客開催。本駅も3年ぶりに営業される（11月2日 - 6日）[5]。
- 2024年（令和6年）
  - 10月3日：ICカード「SUGOCA」の利用可能エリアとなる[6][7]。
  - 11月1日 - 4日：大雨予報に伴い、会場が冠水する恐れがあることから、佐賀インターナショナルバルーンフェスタが全日程中止となったため、本駅も11月1日 - 4日の期間で閉鎖されることとなった。（フェスタ初日の10月31日のみの営業となった）[8]

## 駅構造
通路を挟んで上り下り単式ホーム1面1線ずつを有する地上駅。特急列車にも対応するため、最大8両編成が停車出来るようになっている（長さ165m×幅3m×2面）。ホームの有効長の関係から「かもめ」と「みどり」「ハウステンボス」が併結されて運行していた2011年3月のダイヤ改正以前は、9両編成以上となる「かもめ・みどり」「かもめ・みどり・ハウステンボス」の併結列車は停車しなかった。「ハウステンボス」の前身列車である「オランダ村特急」は停車したことがない。
この区間は上り線と下り線の高さが異なっており、島式ホームでは無く、両線間にそれぞれのホームと駅舎がある。このため、ホームはいずれも列車進行方向を向いて右側になる（上空から見るとホーム部分とそれを繋ぐ連結通路が大文字のAあるいは先細りのHのような形をなしている）。ホームは嘉瀬川東岸を上る築堤上にあり、駅舎は駅西側の河川敷に設けられる。
営業期間外には駅舎・ホーム共に撤去されていたが、2002年（平成14年）、設置作業を行っていた作業員が列車にはねられて死亡する事故が発生したこともあり、2003年（平成15年）からはホームのみ恒久的な施設として設置されている。

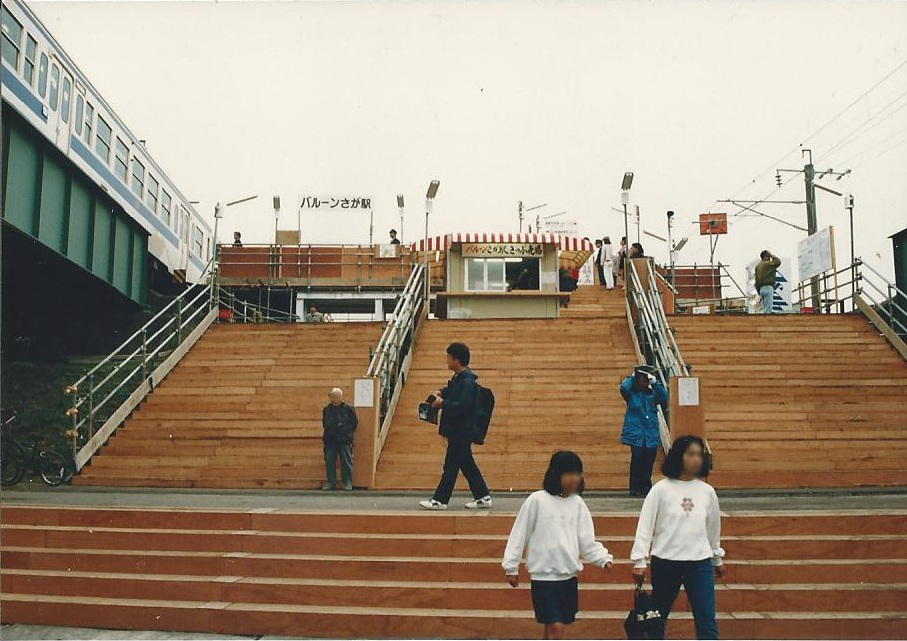
仮設ホーム（2002年11月）
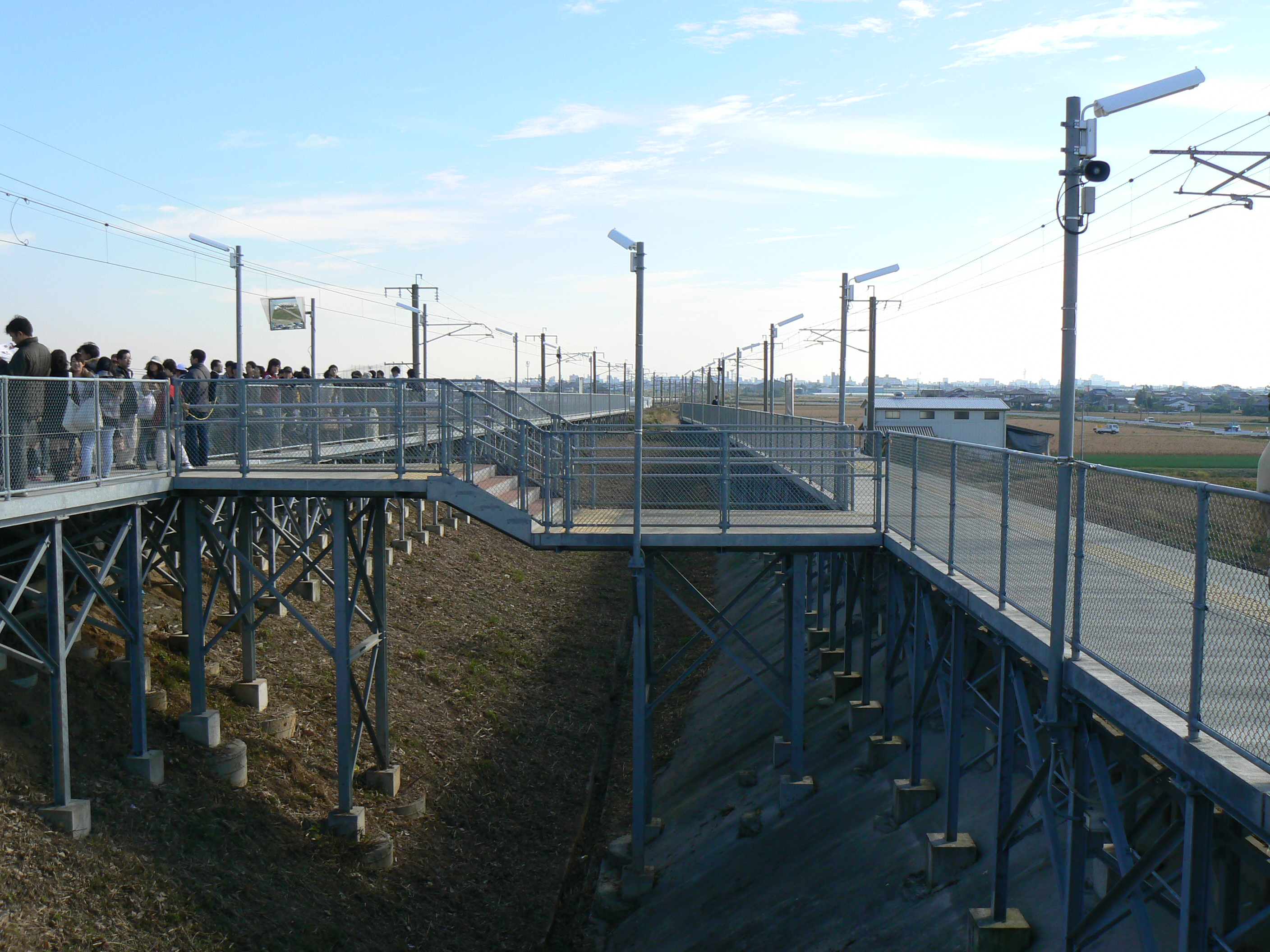
常設のホーム（2007年11月）
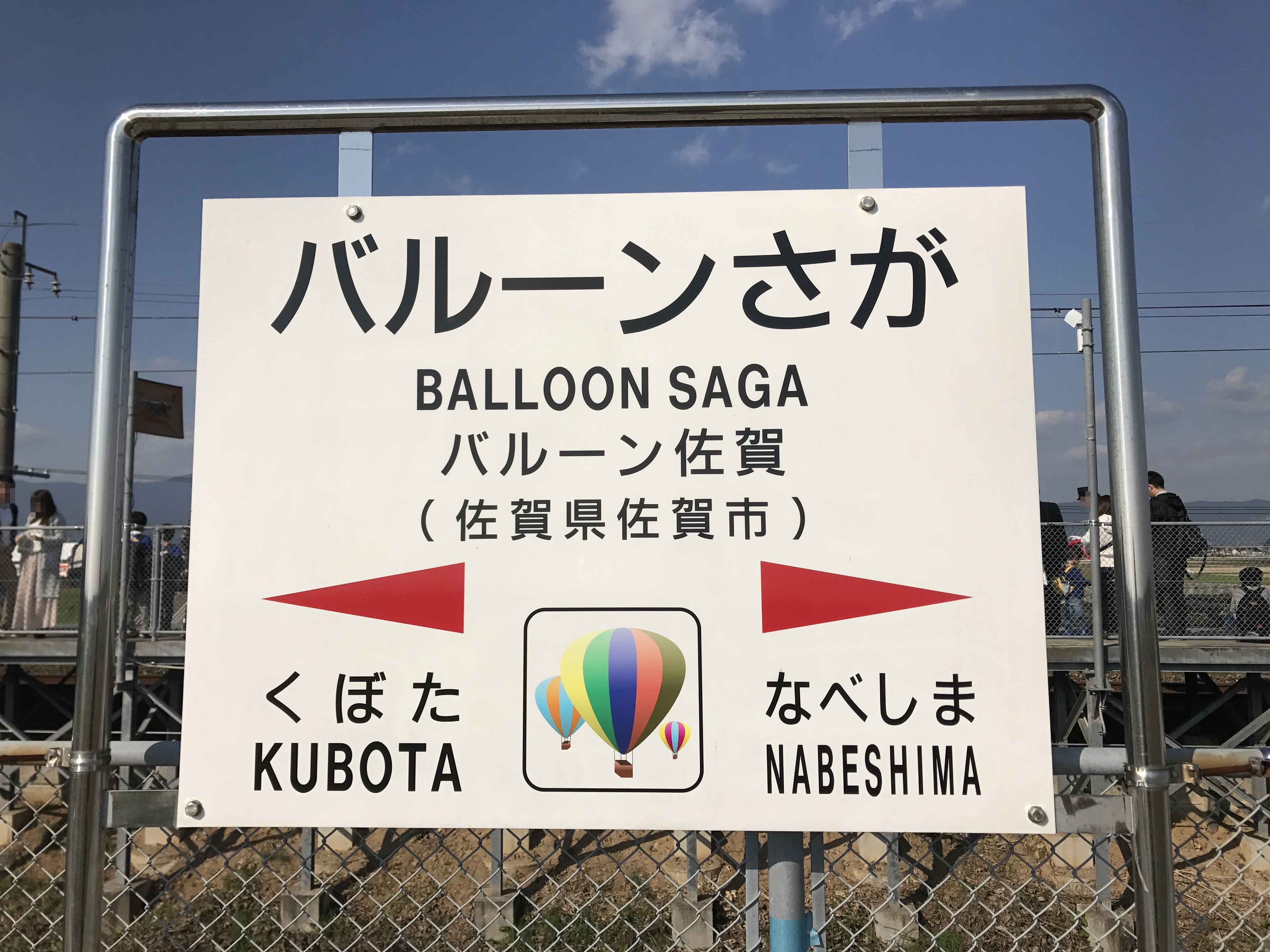
駅名標（2016年11月）
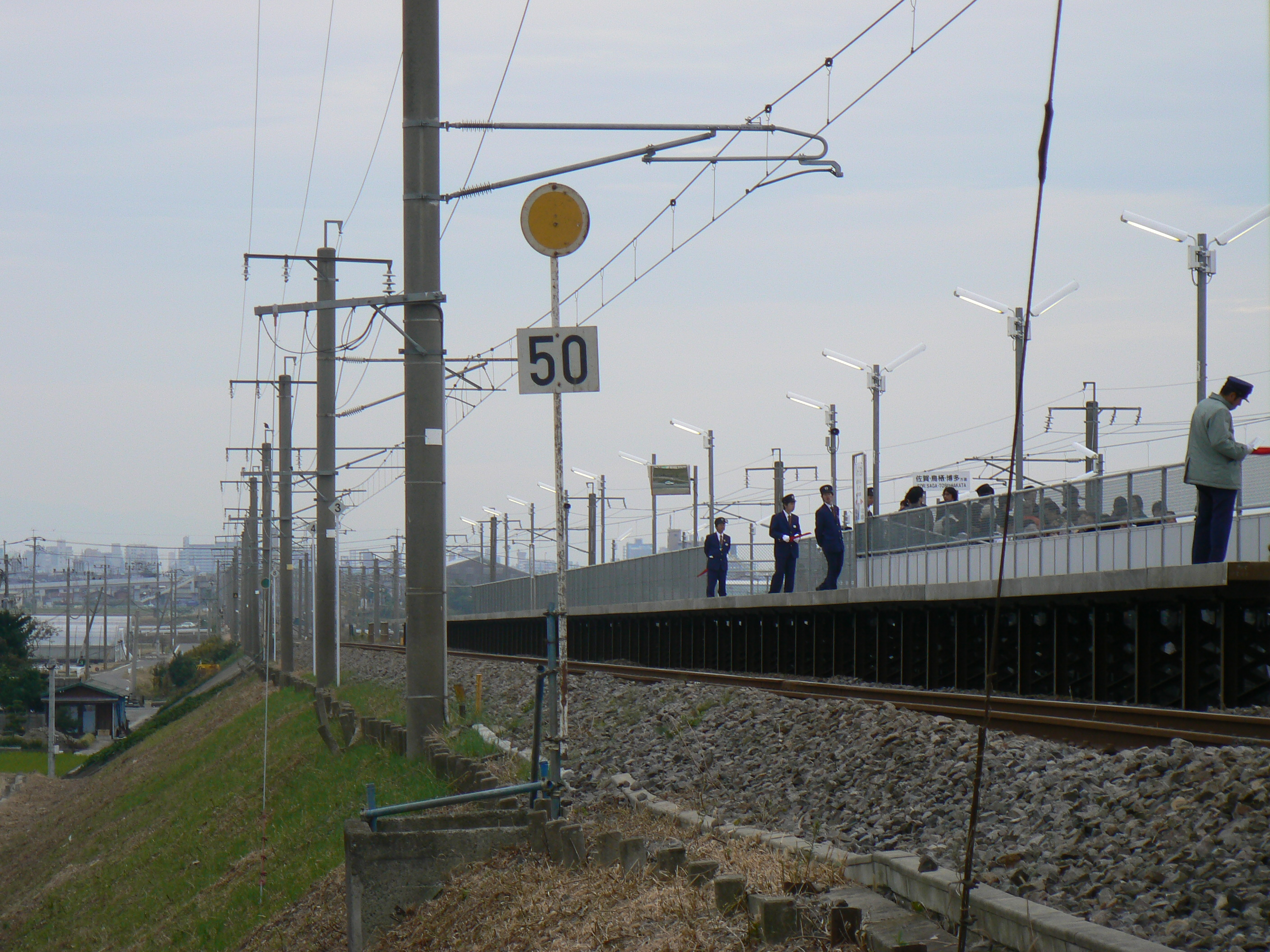
臨時速度制限（2007年11月）
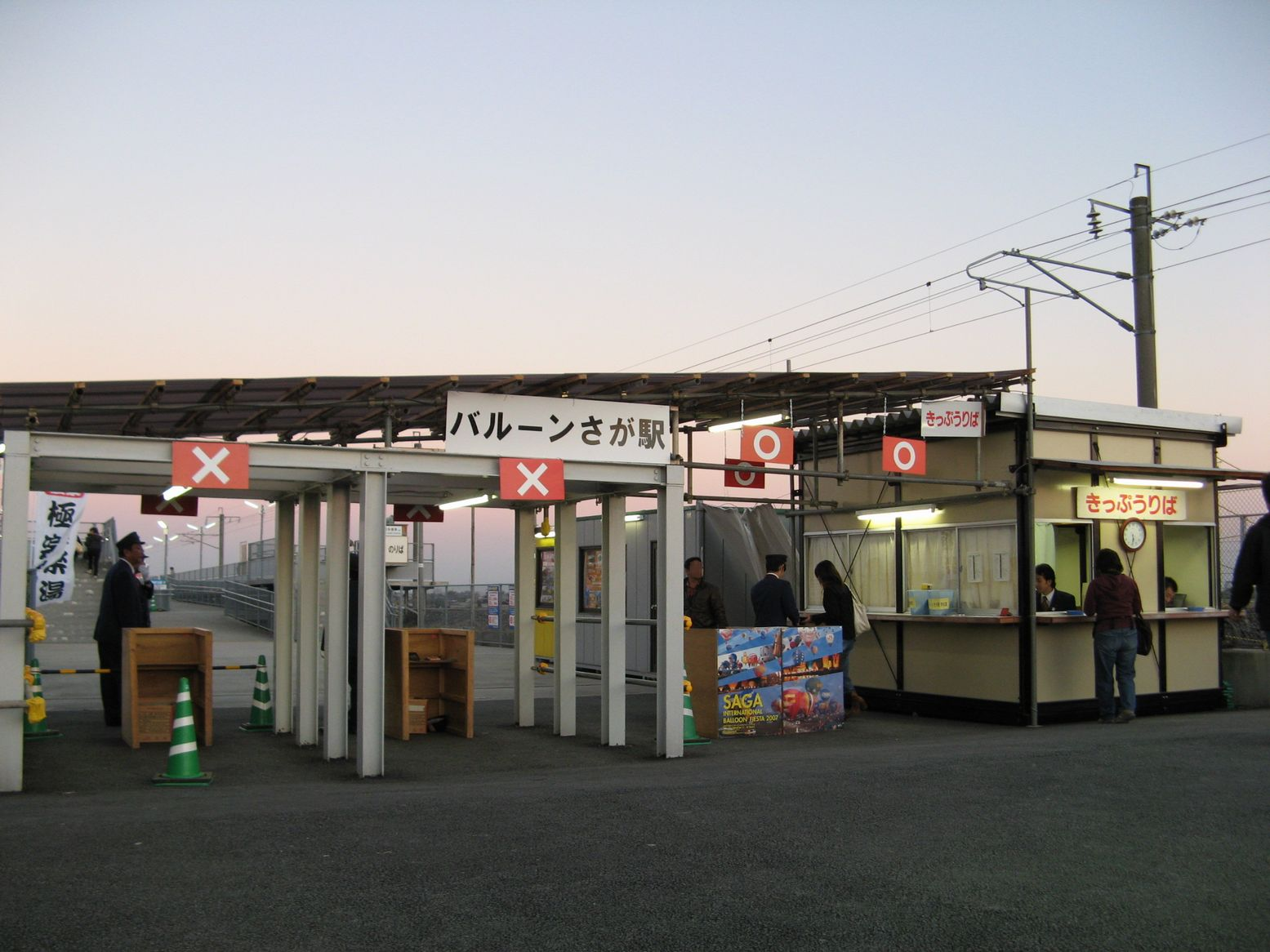
簡易SUGOCA改札機導入以前の改札口（2007年11月）
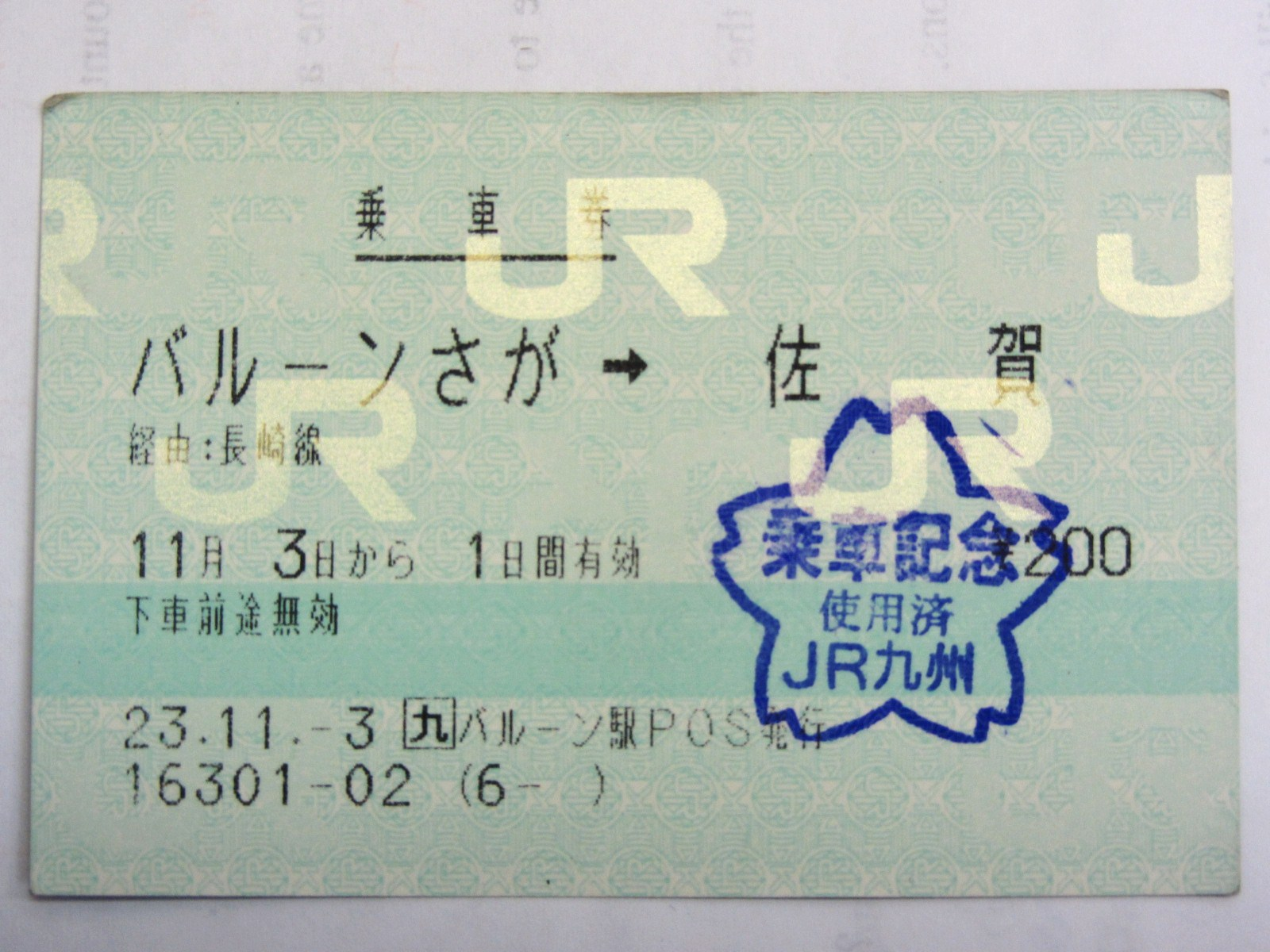
バルーンさが駅で発行した乗車券

## 駅周辺
駅周辺は田畑が広がっているのみで、民家は殆ど無い。バルーンフェスタ期間中は駅前の河川敷が会場となり、多くの観客で賑わう。
- 国道34号佐賀バイパス - 駅の北側約700メートルを長崎本線に並行して通る。
- 嘉瀬川防災ステーション・佐賀市水防センター - 駅北側にある防災施設。

## 隣の駅
九州旅客鉄道（JR九州）
■長崎本線・■唐津線（唐津線は佐賀駅 - 久保田駅間長崎本線に乗り入れ）
鍋島駅 - バルーンさが駅 - 久保田駅